# Hans Hermann Griem
Hans Hermann Griem (1902 i Berlin-Spandau – 25. juni 1971 i Hamborg) var lejrkommandant i KZ Husum-Svesing, KZ Ladelund, KZ Hannover-Stöcken og KZ Meppen-Dalum.
Hans Hermann Griem var gift og havde tre børn. 1930 meldte han sig ind i NSDAP. Fra 1933 var han medlem af SS. Griems karriere i KZ-systemet begyndte 1940 som vagtmand ved SS-Totenkopfverbände i KZ Neuengamme. De næste år var han også i KZ Dachau. 1944 blev Griem SS-Untersturmführer og i en kort periode 1943/44 kommandant af KZ Hannover-Stöcken, en af KZ Neuengammes udelejre.
Fra september 1944 var han kommandant af KZ Husum-Svesing og fra november 1944 kommandant af KZ Ladelund. Griem var kendt for sine sadistiske tilbøjeligheder og skød flere fanger.
Den tidligere fange Abbé Pierre Jorand beretter om en appel:
"En fløjte giver tegnet. Mændene kommer løbende. Kommandanten der tydeligt har drukket sig fuld bemærker, at fangerne ikke er hurtige nok til at stille op på række og geled. Uden at tvivle lader han sin revolver og skyder uden mål ind i mængden. Tolv kammerater bliver alvorligt kvæstet. Han var ofte påvirket af spiritus og tilranede sig fødevarer".
Efter opløsningen af KZ Ladelund var han kommandant af KZ Meppen-Dalum, i Landkreis Emsland, til marts 1945.
1945 blev Griem anholdt af de britiske besættelsestyrker. Under en proces i Hamborg i 1947 lykkedes det ham at flygte lige før retshandlingen. Først i 1963 blev sagen genoptaget ved retten i Flensborg på grund af en anmeldelse. Men Griems opholdssted i Hamborg-Bergedorf blev først opdaget i 1965, selv om han levede under sit rigtige navn. Herefter overtog anklagemyndigheden "Staatsanwaltschaft Hamburg" sagen, og begyndte systematisk at undersøge anklagerne mod Griem. Den 16. januar 1969 åbnede de retslige forundersøgelser mod Griem. Han blev anklaget for: „Skydning af fanger i KZ-Neuengamme i 1943 ... Henrettelse af en fange i Neuengamme ... Mord af 50 fanger i Neuengamme eller i dens underlejre ... Mord på 12 fanger i udelejren Dalum ... Skydning af 2 eller 3 fanger i udelejr Husum.“ Kort før processen begyndelse døde Griem den 25. juni 1971 i Hamburg-Bergedorf.